# Anzelm Polak
Anzelm Polak znany jako Hierosolymita, Jerozolimczyk (zm. 1519–1520) – polski bernardyn, podróżnik i kaznodzieja.

## Życiorys
Miejsce i rok urodzenia nieznany (prawdopodobnie ok. 1480). Krakowski bernardyn był penitencjarzem przy kościele Grobu Świętego w Jerozolimie w latach 1507–1508. Przez 2 lata (1512-1513) przebywał w Krakowie, gdzie zasłynął wymową kaznodziejską. Przeniesiony do Poznania, w roku 1517 został przełożonym domu zakonnego bernardynów. Autor łacińskiej relacji z podróży do Ziemi Świętej i opisu Jerozolimy.

## Twórczość
Jego pracę pt. (łac.) Terrae sanctae et urbis Hierusalem descriptio fratris Anzelmi ordinis Minorum de observantia, wydał Jan ze Stobnicy w tomie Introductio in Ptolomei Cosmographiam, Kraków (1512 - drukarnia F. Ungler). Wydanie następne: Kraków brak roku wydania; Kraków 1517 (edycja wątpliwa; Kraków 1519; w: P. Canisius: Thesaurus monumentorum ecclesiasticorum et historicorum t. 4, Amsterdam 1725, s. 776-794. Przekład polski: A. Rymsza – Wilno (1595 - drukarnia J. Karcan).